# Happening

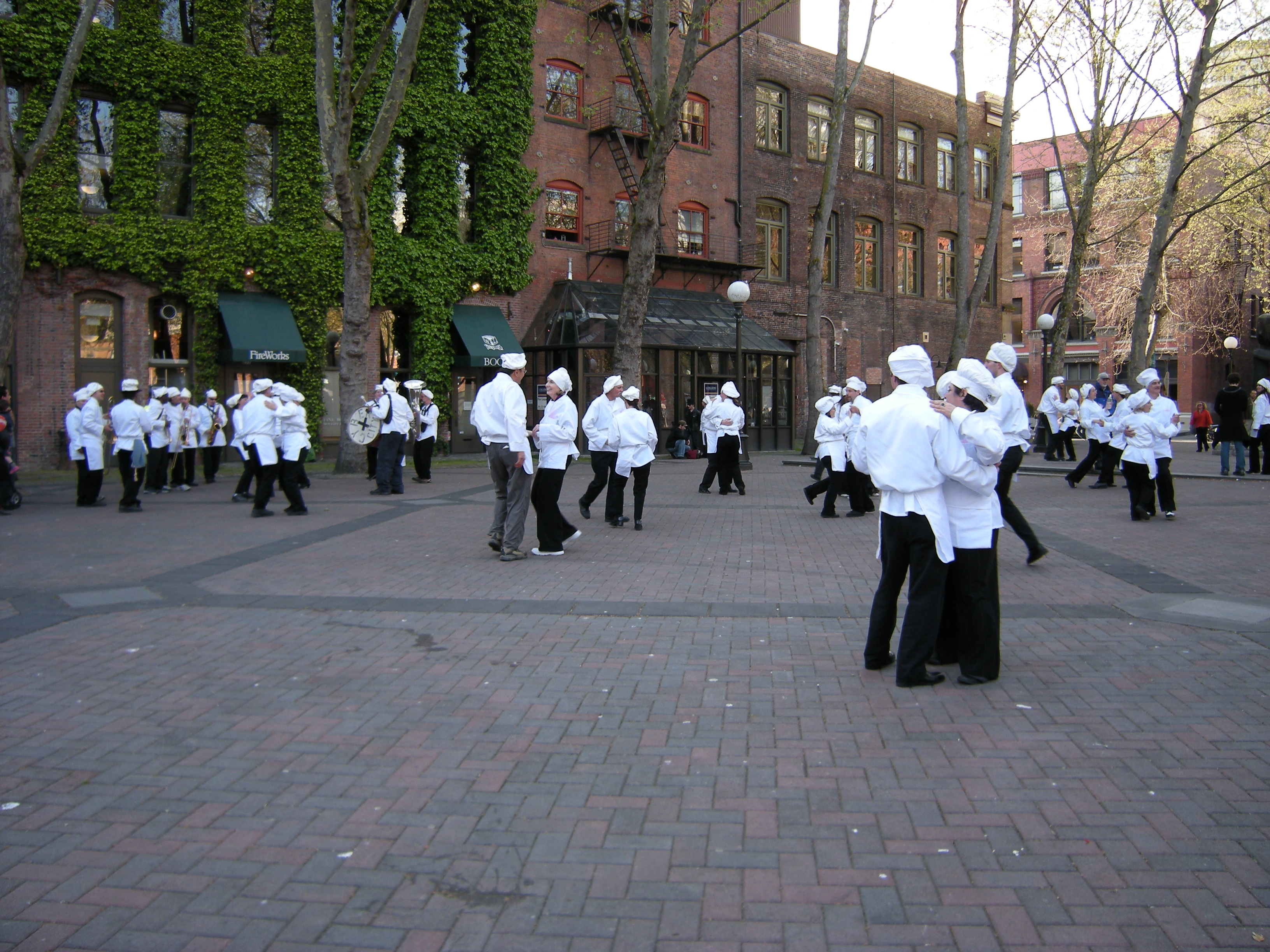
Happening in Seattle

Een happening is een spectaculaire openbare, spontaan lijkende maar vooraf bedachte gebeurtenis, bedoeld om de openbare orde op een ludieke manier te verstoren, zodoende te choqueren, en daarmee als star en ouderwets ervaren denkbeelden belachelijk te maken.

## Oorsprong
Het concept stamt van de situationisten, die het wilden inzetten om vastgeroeste denk- en handelingspatronen van voorgaande generaties te veranderen. De beweging der situationisten stamde uit de jaren vijftig en zette de middelen in die in een consumptiemaatschappij doeltreffend zouden moeten zijn. "Er gebeurt iets, er hangt verandering in de lucht", waren de kreten van die tijd. Op dat gevoel speelden de happenings in. Zij refereerden aan het dadaïsme.
Concreet was het Allan Kaprow die de term lanceerde op een bijeenkomst over kunst op de boerderij van George Segal in de lente van 1957. In de winter van 1958 verscheen de term in druk in een Amerikaans universitair tijdschrift waarin aanhangers van de destijds invloedrijke kunstenaarsbeweging Fluxus regelmatig publiceerden. Al snel sloeg de term aan en de formule werd overgenomen door andere Amerikaanse, Duitse (Joseph Beuys, Wolf Vostell) en Japanse (Yoko Ono) kunstenaars.
Onduidelijk is door wie de eerste happening werd uitgevoerd. Zowel het toneelstuk "18 happenings in 6 parts" (uit 1959) van Kaprow als een veel eerder toneeloptreden door John Cage, "Theater piece no. 1" uit 1952, maken aanspraak erop. Dat stuk zou bestaan hebben uit voordrachten van gedichten en lezingen door Cage, M.C. Richards las enkele van haar gedichten voor, Robert Rauschenberg toonde enkele van zijn schilderijen en draaide wat grammofoonplaten, David Tudor speelde op zijn prepared piano en Merce Cunningham danste. Het stuk werd niet op een podium opgevoerd, maar simultaan te midden van het publiek.
Eenmaal gepopulariseerd werd de happening tijdens de hippietijd van een kunstvorm een maatschappelijk "opwekkingsmiddel".

## Techniek
Een happening moest voldoen aan de volgende criteria:
1. zo spontaan mogelijk lijkend; slechts kernelementen waren voorbereid
2. gericht op massaconsumptie
3. dus gericht op het trekken van aandacht via massamedia
4. kortdurend
5. gericht op massale spontane deelname
6. vernieuwend en kunstzinnig
7. geen vormvereisten
8. de plaats maakt niet uit
9. apolitiek.

Een combinatie van beeldende kunst, toneel en dans en het zo veel mogelijk ageren tegen alles wat als traditioneel werd ervaren was de inhoudelijke kant van de happenings. Politieoptreden werd op de koop toe genomen: dat was enkel een "achterhoedegevecht" van de oude garde.

## Nederland
In Nederland bediende Provo zich van deze techniek. Beroemd werden de bijeenkomsten rondom het beeld "Het Lieverdje" op het Spui in Amsterdam in de periode 1964-1966. Het scanderen van "hi-ha-happening" vormde onderdeel daarvan.
Als deel van de jongerencultuur valt Provo te klasseren tussen de nozemtijd met zijn straatrellen en de hippiecultuur in. De hippies organiseerden hun door de happenings geïnspireerde love-ins, sit-ins, bed-ins en teach-ins, die allengs politieker van inhoud werden.
Latere actiegroepen als Dolle Mina, ACT UP en de autonomen hebben de technieken van de happenings overgenomen voor hun politieke acties en Tijdelijke Autonome Zônes. Zo hanteerde de homobeweging tot in de jaren negentig Kiss-Ins als actievorm.

## België
In België werden de happenings tussen 1965 en '68 georganiseerd in Antwerpen, Brussel en Oostende door de kunstenaars Hugo Heyrman en Panamarenko. In Mechelen zette kunstenaar Frans Croes vanaf 1967 geregeld happenings op.

### Heropleving
In 1999 werd het concept nieuw leven ingeblazen toen in Brussel studenten van de Université libre de Bruxelles er een nieuwe vorm aan gaven: "dingen gebeuren" is het motto, "soms kun je daar niets aan doen".
Het wordt uitgevoerd als een "spel" van alledag en waar en hoe laat dan ook waarin mensen andere mensen dwingen een ander iets te doen of te ondergaan. Dat gebeurt door simpelweg het woord "happening" uit te spreken, gevolgd door iets dat je de ander doet of laat doen.
De clou is dat zodra iemand het woord "happening" uitspreekt het te laat is en het "slachtoffer" geen andere keus heeft dan tijdelijk een marionet te zijn van degeen die het woord uitsprak. Misbruik van personen en wraakneming behoort niet tot de spelregels. Om alles te vermijden is het voldoende bij voorbaat "no way" te zeggen, terwijl je met je wijsvinger in een horizontale houding de persoon aanwijst van wie je vermoedt dat die van zins is spoedig een "happening" uit te voeren. Hoelang tevoren dit parool moet worden uitgesproken is situatie-afhankelijk.

## Verenigde Staten
In de Verenigde Staten is Charlie Todd in 2001 een nieuwe soort happenings begonnen. Improv Everywhere is de naam van de groep die de happenings organiseert en hun missie is om chaos en blijdschap in openbare ruimtes te creëren. De groep werkt vanuit New York en heeft al 85 happenings op zijn naam staan. Het internet is in dit geval een manier om de spontaan lijkende acties over de hele wereld bekend te laten worden.